# Life with Derek
Life with Derek é uma série de televisão canadense, exibida pelo Family Channel no Canadá e pelo Disney Channel no Estados Unidos, em Portugal e no Brasil sobre uma garota de nome Casey e seu irmão postiço, o bagunceiro Derek.

## Sinopse
Casey McDonald morava numa bela casa com sua mãe, Nora, e a sua pequena irmã, Lizzie. Casey estudava numa escola particular apenas para meninas onde era extremamente popular. Ela tinha tudo o que sempre quis na vida.
Derek Venturi também tinha tudo o que sempre quis na vida. Derek morava com o seu pai, George; o seu irmão mais novo, Edwin, que faz qualquer coisa que ele pede; e uma irmã pequena, Marty, que o adora. Ele é a estrela da equipe de hóquei de sua escola e a pessoa mais popular.
Quando George Venturi e Nora MacDonald se apaixonam e decidem casar-se, tudo muda. Casey e Lizzie são forçadas a ir morar para a casa dos Venturi e mudar de escola. Com os cinco filhos sob o mesmo teto, o que antes era um tranquilo lar, acaba por se tornar num circo. Casey não só deve se adaptar à sua nova casa, como também frequentar a mesma escola que Derek.
Na nova escola, Casey se vê como uma estranha e perde toda a sua popularidade.
A mudança também não agradou Derek, pois Casey apaixona-se pelo seu melhor amigo. A melhor amiga de Casey na escola de Derek é Emily, uma das garotas apaixonadas por Derek, e isso não agrada Casey. Logo, fica junto de Max, capitão da equipe de futebol americano. A equipe de futebol americano e a equipe de hóquei são como gato e rato, e de todas as vezes que se encontram, um humilha o outro.
A natureza obsessiva de Casey esconde uma pessoa relativamente agradável que só quer que todo mundo lhe obedeça. Mas nada consegui prepará-la para Derek.
Quando Casey chega à sua nova casa e se nega a aceitar as ordem de Derek, Derek transforma-a em sua inimiga, mas não sabe com quem está se metendo. Casey jamais foi vencida e não tem a mínima intenção de ser. É certo que Derek e Casey sejam pólos opostos, tanto em estilo como em personalidade, e isso fará de seus atributos ainda mais interessantes de se acompanhar.
Todas estas mudanças protagonizadas por Casey e Derek fazem com que esta série seja além de divertida e muito original.
Uma série que mostra o espírito de camaradagem e de união em família.

### Último episódio
No último episódio, as lágrimas de despedida entre amigos e familiares é bastante mencionada. Casey é selecionada pelo liceu para apresentar um discurso escolar a todos e está nervosa (como sempre) com o que vai dizer e uma visão desfocada ocorre com os seus nervos. Derek é chamado ao gabinete pelo diretor e avisa-o para não atrapalhar o discurso de Casey e a cerimónia de entrega dos diplomas com partidas, e Emily também fica do lado da Casey e do diretor. Mas Derek não desiste e decide usar Edwin como substituto e usa o gabinete do diretor para observar tudo. Na formação, que seria planeada como calma e pacifica, é chamado o Derek para receber o diploma, mas quando é chamado tudo fica escuro e ouve-se em alto e bom som "DEREK VENTURI!" e a cerimónia de entrega transforma-se numa autêntica festa, e todos os amigos e colegas se despedem uns dos outros.
Durante o jantar, e o último que é mostrado na série, descobre-se que Edwin vai para o mesmo liceu de Casey e Derek (e é suspenso ainda antes de o começar, devido à partida da cerimonia). Depois disso, Derek e Casey anunciam à família que conseguiram entrar na universidade de Queen's (universidade situada na California). Todos se abraçam e emocionam-se pela despedida dos dois. A série termina com uma cena entre Casey e Derek.

## Elenco

### As McDonalds
- Ashley Leggat - Casey McDonald
- Joy Tanner - Nora McDonald
- Jordan Todosey - Lizzie McDonald

### Os Venturis
- Michael Seater - Derek Venturi
- John Ralston - George Venturi
- Daniel Magder - Edwin Venturi
- Ariel Waller - Marti Venturi

### Outros
- Kit Weyman - Sam
- Shadia Simmons - Emily
- Arnold Pinnock - Paul
- Tara Manuel Rigal - Fiona
- Ryan Cooley - Frank
- Lauren Collins - Kendra
- Robbie Amell - Max
- Rick Roberts - Dennis MacDonald
- Jennifer Wigmore - Abby Venturi
- Shane Kippel - Ralph
- Alex House - Trevor
- Keir Gilchrist - Jamie
- Kate Todd - Sally
- Robert Clark - Patrick